# نورا دبليو. تيسون
نورا دبليو. تيسون (بالإنجليزية: Nora W. Tyson)‏ هي ضابطة أمريكية، ولدت في عقد 1950 في ممفيس في الولايات المتحدة.